# ديفيد س. سميث
ديفيد س. سميث (بالإنجليزية: David C. Smith)‏ هو مؤرخ أمريكي، ولد في 1929 في لويستون في الولايات المتحدة، وتوفي في 2009.